# Gérard Edelinck
Pour les articles homonymes, voir Edelinck.
Gérard Edelinck, né à Anvers le 20 octobre 1640 et mort à Paris le 2 avril 1707, est un graveur français d'origine flamande.

## Biographie
Gérard Edelinck et son frère Jean font leur apprentissage chez Gaspar Huberti (Huybrechts) qui est aussi graveur. Edelinck est aussi l'élève de Cornelius Galle le Jeune, de la famille des célèbres graveurs anversois. On lui attribue la gravure du Repos en Egypte peint par Rubens et imprimé par Cornelius Galle. 
Il rejoint son frère Jean à Paris où il travaille sous la protection d'artistes connus comme les peintres Philippe de Champaigne, Nicolas Pitau et Le Brun ou le graveur Robert Nanteuil qui deviennent ses amis. Il est remarqué par Colbert, ministre de Louis XIV qui lui donna les titres de chevalier de l'ordre de saint Michel, de graveur du cabinet avec une pension et le nomma professeur aux Gobelins. Il épouse en 1672 Magdeleine Regnesson fille du graveur Nicolas Regnesson et nièce de Nanteuil. II fut admis à l'Académie dès 1677. Edelinck perfectionna la gravure en inventant les tailles en losange ; il réussit à donner en quelque sorte de la couleur aux objets gravés. 
Edelinck popularise un grand nombre de tableaux de peintres célèbres. Ses estampes de la Sainte famille, d'après Raphaël ; de la Tente de Darius, de Sainte Madeleine repentante, du Christ aux anges, de Saint Charles Borromée, d'après Le Brun ; du Combat de quatre cavaliers, d'après Léonard de Vinci ; de la Vierge, d'après Guido Reni, sont regardées comme des chefs-d'œuvre.
Il excelle également dans le portrait. On a de lui de très-beaux portraits de Louis XIV, Descartes, Colbert, Le Brun, Rigaud (dont il était l'ami proche), Champaigne, Santeuil ou encore Nicolas Feuillet.
Parmi ses élèves, hormis son jeune frère Gaspard Edelinck, se trouvent Jacques Lubin vers 1670 et Antoine Trouvain vers 1676.
Il reçoit du pape en 1695 le titre de Chevalier romain qualification qu'il joint alors à sa signature. Il a deux frères, Jean et Gaspard Edelinck, un fils, Nicolas, et un filleul, Jean-Baptiste Scotin, qui exercent aussi la profession de graveur.
Il est inhumé dans l'église saint Benoît de Paris, aujourd'hui disparue.

## Œuvres
Parmi les plus célèbres se trouvent :
- La Tente de Darius d'après Charles Le Brun[14]
- La Sainte famille d'après Raphaël
- Sainte Madeleine repentante d'après Charles Le Brun
- Alexandre à la tente de Darius d'après Charles Le Brun
- Le Combat des quatre cavaliers d'après Léonard de Vinci[15]
- Le Christ entouré d'anges d'après Charles Le Brun
- Saint Louis priant d'après Charles Le Brun

Quelques gravures de Gérard Edelinck
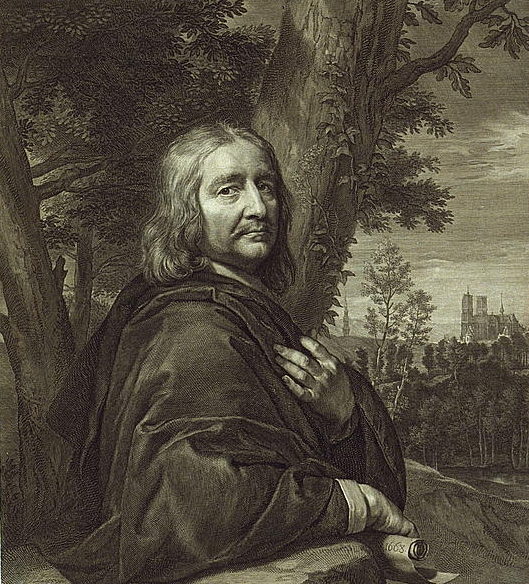
Autoportrait de Philippe de Champaigne,
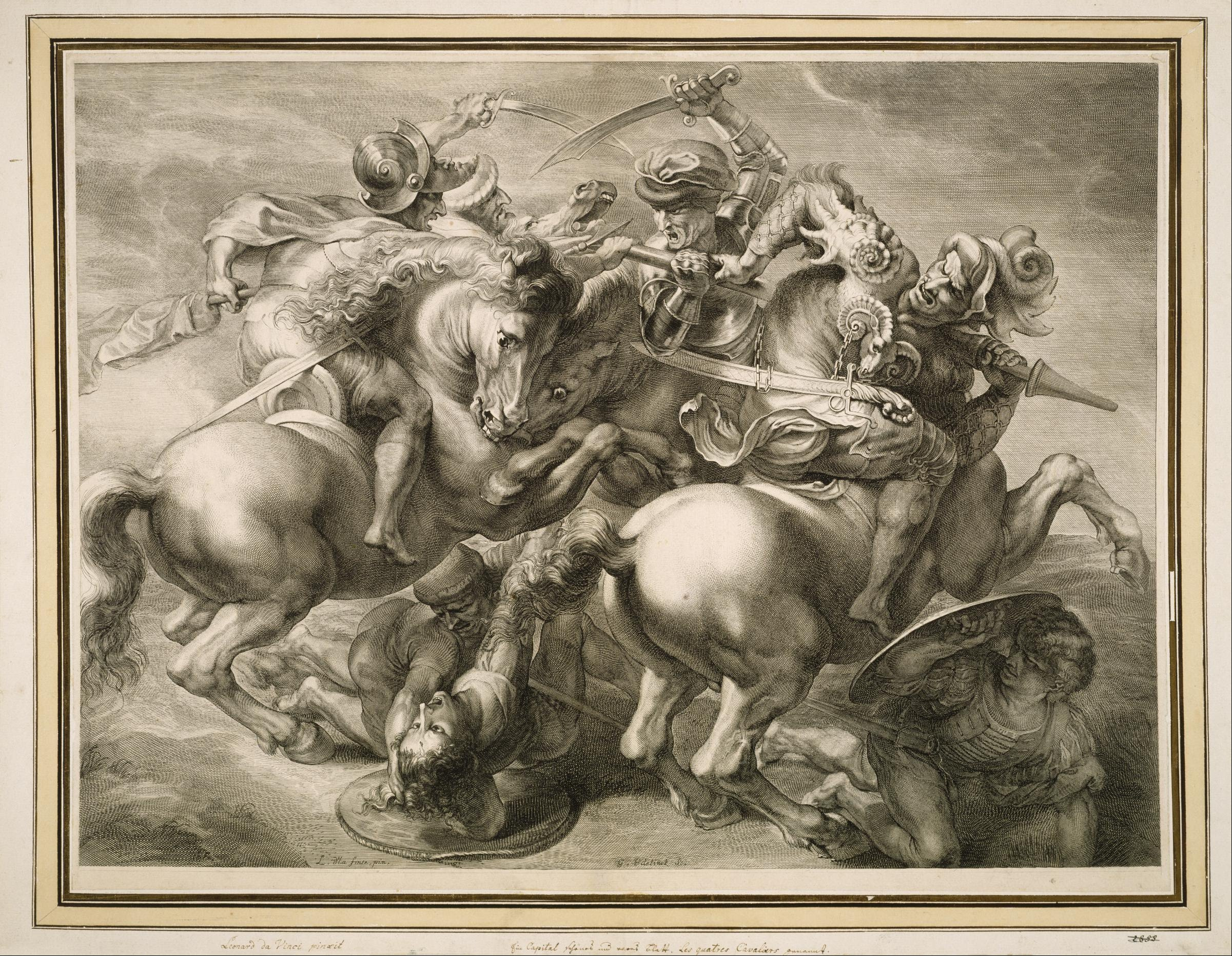
Le combat des quatre cavaliers d'après Léonard de Vinci,
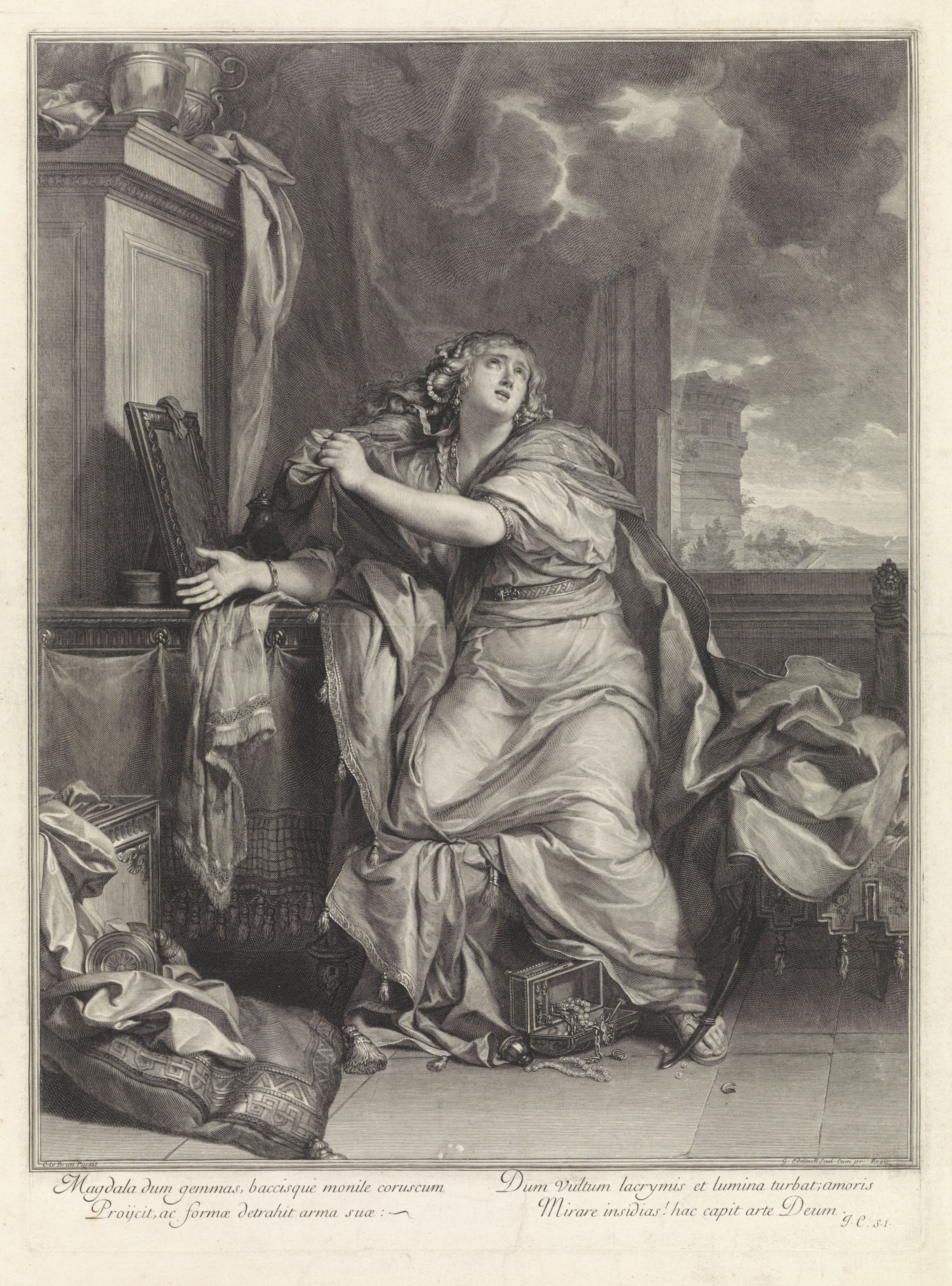
Sainte Madeleine d'après Charles Le Brun,
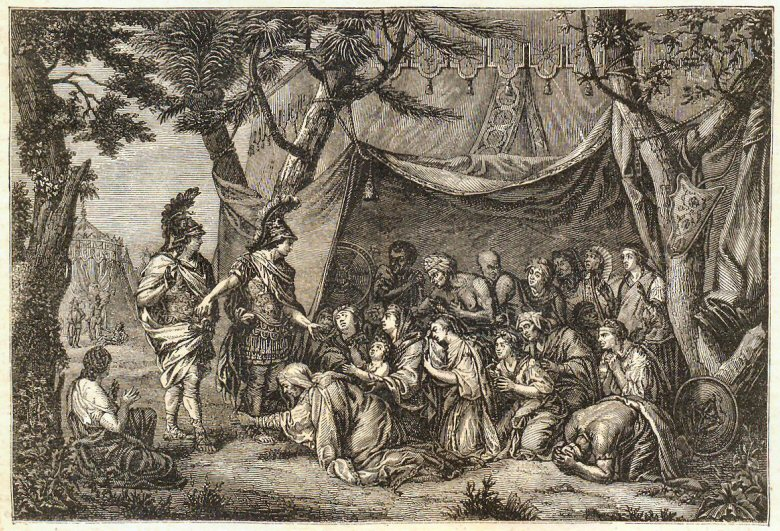
La tente de Darius d'après Charles Le Brun,
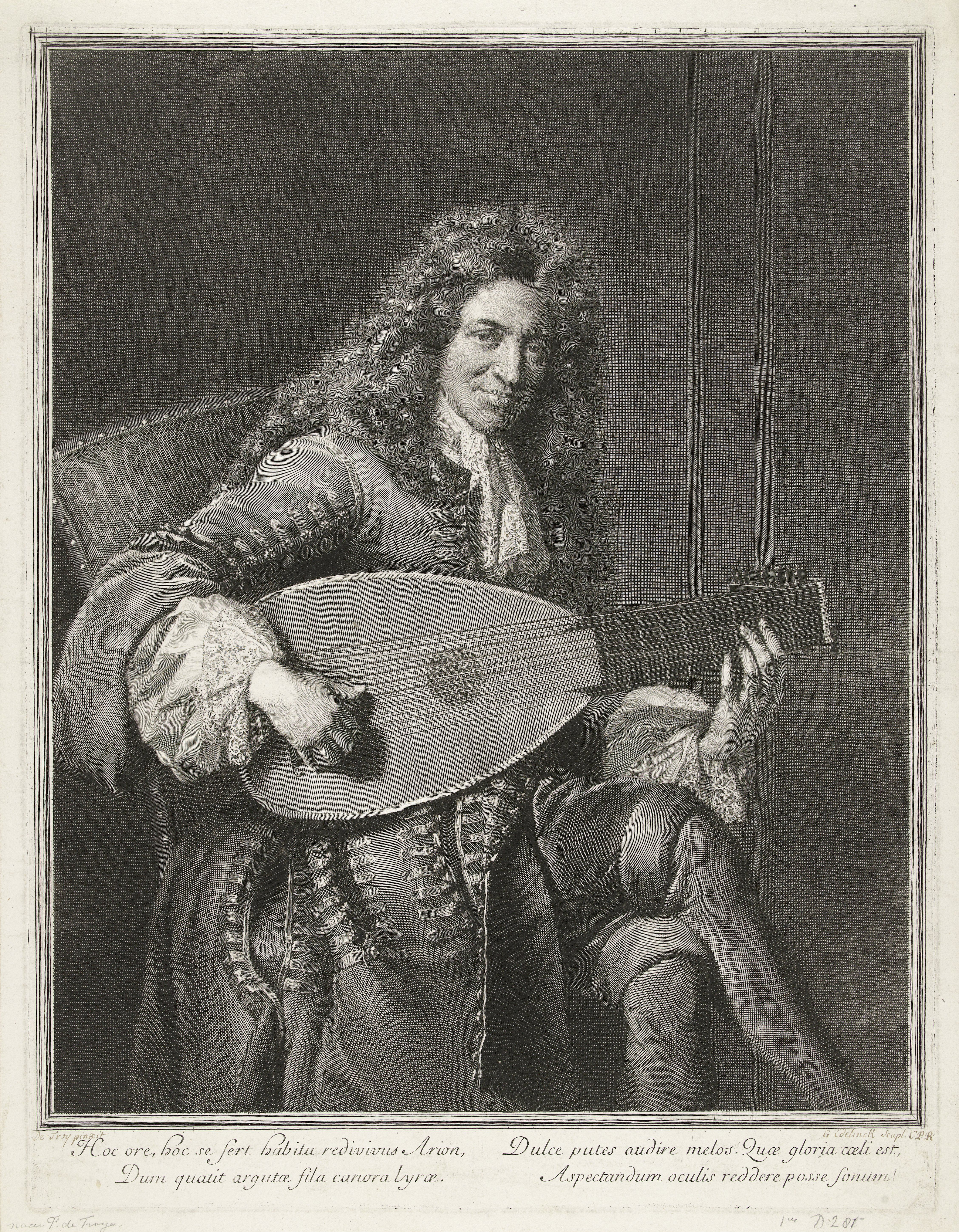
Portrait de Charles Mouton d'après François de Troy.

### Portraits
- Antoine Arnauld, d'après Philippe de Champaigne
- Joseph-Clément de Bavière
- Pomponne II de Bellièvre
- Isaac de Benserade
- Marie Bonneau de Rubelles, dame de Miramion
- Jacques-Bénigne Bossuet, d'après Hyacinthe Rigaud
- Jean-Baptiste Bossuet
- Roger de Bussy-Rabutin
- François Chauveau, d'après Claude Lefèbvre
- Jean-Baptiste Colbert de Seignelay, d'après Pierre Mignard
- Jean-Baptiste-Michel Colbert de Saint-Pouange
- Jacques Davy du Perron
- Abraham Fabert
- Reinier de Graaf, d'après Henri Watele
- Antoine II de Gramont
- Achille de Harlay
- Barthélemy d'Herbelot de Molainville
- Guillaume de Lamoignon, d'après Robert Nanteuil
- Nicolas Le Fèvre
- Henri de Lorraine-Harcourt, d'après Nicolas Mignard
- François Mansart
- Jules Mascaron, d'après Jacob van Schuppen
- François-Henri de Montmorency-Luxembourg, d'après Hyacinthe Rigaud
- Louis Moreri, d'après Jean François de Troy
- Anne-Jules de Noailles, d'après Hyacinthe Rigaud
- Arnaud d'Ossat
- Paul Pellisson
- Claude Perrault, d'après Vercelin
- Paul Phélypeaux de Pontchartrain
- Jean-Baptiste de La Quintinie
- Nicolas Rigault, d'après Banet
- Saint Vincent de Paul, d'après Simon François
- Jacques Sarrazin
- Joseph Scaliger
- Scévole de Sainte-Marthe
- Jacques de Solleysel
- Paul Tallemant, d'après Antoine Coypel
- Eustache Teissier, d'après André Bouys
- Guillaume du Vair
- Jean Varin